# Ringskjeret
Ringskjeret est une île norvégienne du comté de Hordaland appartenant administrativement à Austevoll.

## Description
Elle a une largeur approximative de 50 m.